# Usnarka
Usnarka (ryska: Уснарка) är ett vattendrag i Belarus.   Det ligger i voblasten Hrodna voblast, i den västra delen av landet, 250 km väster om huvudstaden Minsk.
Trakten runt Usnarka består till största delen av jordbruksmark. Runt Usnarka är det ganska glesbefolkat, med 29 invånare per kvadratkilometer.